# 隼橋
隼橋（はやぶさばし）は、山形県村山市にある最上川に架かる橋。

## 概要
山形県道36号新庄次年子村山線が通り、村山氏の名取と富並の両集落を結んでいる。名称は隼橋から約4キロメートル (km) 上流にある最上川三難所の1つである"隼の瀬"からきている。橋には鳥のハヤブサのモニュメントが4基あり、照明灯もハヤブサをデザインしている。

## 歴史
初代
1930年に完成。木造の橋であった。
2代目
1954年に完成。鋼トラスの橋であった。かつては昭和橋という名称であった。全長143.8メートル (m)、幅4.5 m。
3代目（現行）
道路改良工事を含め8年の歳月を費やし1998年10月に完成。